# Hadjina ferruginea
Hadjina ferruginea là một loài bướm đêm trong họ Noctuidae.